# Le bambole del desiderio
Le bambole del desiderio (The Strangler) è un film del 1964 diretto da Burt Topper.
È un film horror statunitense con Victor Buono, David McLean e Diane Sayer. Il film fu realizzato sulla scia delle vicende di cronaca riguardanti vari omicidi di giovani infermiere del cosiddetto "strangolatore di Boston" avvenuti nei primi anni 60.

## Produzione
Il film, diretto da Burt Topper su una sceneggiatura di Bill S. Ballinger, fu prodotto da Samuel Bischoff, James Cresson e David Diamond per la Bischoff-Diamond Corporation e girato nei Paramount Studios a Hollywood.

## Distribuzione
Il film fu distribuito con il titolo The Strangler negli Stati Uniti nell'aprile 1964 al cinema dalla Allied Artists Pictures.
Altre distribuzioni:
- in Francia il 20 gennaio 1965 (Le tueur de Boston)
- in Austria nel 1966 (Der Würger von Boston)
- in Danimarca il 21 settembre 1970 (Kvæleren)
- in Spagna (El estrangulador de mujeres)
- in Grecia (O strangalistis tis Vostonis)
- in Grecia (Strangalistis gymnon gynaikon)
- in Italia nel 1967 (Le bambole del desiderio)
- negli Stati Uniti (The Boston Strangler)

## Promozione
Le tagline sono:
- Victor Buono as the Strangler is HERE!
- Based on the terror that has shocked the nation!
- WHY Does He Do It? HOW Does He Do It? WHO Is His Next Victim?